# زندگی (فیلم ۱۹۹۶)
«زندگی» (انگلیسی: Life (1996 film)) یک فیلم است که در سال ۱۹۹۶ منتشر شد.